# Gee, Officer Krupke
"Gee, Officer Krupke"(br:Puxa, Oficial Krupke) é uma canção de comédia do musical de 1957 West Side Story. A canção foi composta por Stephen Sondheim (letra) e Leonard Bernstein (música), e foi apresentada no musical da Broadway e nos filmes subsequentes de 1961 e 2021.

## Música
A música é cantada por membros da gangue de rua Jets, que zombam do rude sargento da polícia Krupke cantando sobre as forças sociais que os levaram a ingressar em uma gangue. Seguindo um tema utilizado ao longo do musical, a música começa com um trítono na palavra Dear (br:querido), sustentado por mais tempo para significar sua importância. Liricamente, a música apresenta quatro versos de sete linhas, cada um cheio de trocadilhos e jogos de palavras. Cada verso culmina com uma interjeição (por exemplo, "Golly Moses", "Leapin' lizards"), seguida pela linha final.
A melodia foi composta originalmente para uma canção não utilizada para a cena de Veneza em Candide, onde a letra, de John Latouche, terminava com a frase: "Onde isso leva você no final?"

## Censura
A última linha da música (realizada como uma versão de "Shave and a Haircut") é "Puxa, oficial Krupke-Krup você!" O letrista Stephen Sondheim originalmente queria quebrar um tabu da Broadway então existente encerrando a música com "Puxa, oficial Krupke-foda-se!", Mas a Columbia Records, que detinha os direitos do álbum do elenco, disse a Sondheim que o álbum não poderia ser enviado para outros estados sem violar as leis de obscenidade da época. Consequentemente, Sondheim mudou o final da música para "Krup you", e mais tarde disse a um entrevistador que a nova linha era a melhor letra de todo o musical.

## outras versões

### Peça de teatro vs. filme de 2021
Na versão original da Broadway, a música aparece no segundo ato, mas na versão cinematográfica de 1961 a música foi movida para o primeiro ato, interpretada pelos Jets (com Riff cantando como líder) antes de seu embate com os Sharks. Para o lançamento do filme, "Krupke" foi trocado por "Cool" (que foi originalmente interpretada no primeiro ato da peça) a pedido de Sondheim, que não gostou da sequência das canções da peça, sentindo que era impróprio assistir a uma rua gangue apresenta um número de comédia logo após ter visto os dois líderes de gangue serem mortos no estrondo.
Além disso, duas estrofes da versão cinematográfica tiveram suas letras censuradas:
| Versão Broadway 1957 | Filme de 1961 |
| --- | --- |
| My father is a bastard, My ma's an S.O.B. My grandpa's always plastered,— My grandma pushes tea. Dear kindly social worker, They say go earn a buck. Like be a soda jerker, Which means I'd be a shmuck. | My Daddy beats my Mommy, My Mommy clobbers me, My Grandpa is a Commie, My Grandma pushes tea. Dear kindly social worker, They tell me get a job, Like be a soda jerker, Which means I'd be a slob. |

Na versão cinematográfica de 2021, a música (usando a letra da versão da Broadway de 1957, com exceção de uma seção que usa a letra do filme de 1961) é novamente movida para a primeira metade, executada antes do estrondo, com "Cool" movida para depois de "Uma mão, um coração". Adicionalmente, ao invés de nas ruas, a canção se passa na 21ª Delegacia do Departamento de Polícia de Nova York.

## Na cultura popular
O oitavo episódio da sétima temporada de Curb Your Enthusiasm é intitulado "Officer Krupke". O episódio apresenta um policial cujo nome é Krupke e Larry David descreve a controvérsia sobre o nome. A certa altura, David está cantando o final da música e é ouvido por outras pessoas, que pensam que ele disse "Foda-se". "Puxa, oficial Krupke" também foi usada como a música dos créditos finais naquele episódio. 
No segundo episódio da 4ª temporada de The Marvelous Mrs. Maisel, Midge (Rachel Brosnahan) descreve um policial que a prendeu com base em um mal-entendido como "Oficial fodido Krupke".